# Kragujevac
Kragujevac (Serbia Cyrillic: Крагујевац, phát âm là [krǎgujeʋat͡s ']) là thành phố lớn thứ tư ở Serbia, thành phố chính của vùng Šumadija và trung tâm hành chính của huyện Šumadija. Thành phố nằm trên bờ sông Lepenica. Theo điều tra dân số năm 2002, thành phố đã có 193.120 người, trong khi dân số khu đô thị của nó là 211.580.
Kragujevac là thủ đô đầu tiên của Serbia hiện đại (1818-1839), và hiến pháp đầu tiên tại khu vực Balkan đã được công bố ở thành phố này vào năm 1835..
Belgrade đã thay thế vị trí của thành phố này sau khi trở thành nơi đóng đô của hoàng gia Serbia vào năm 1841. Đại học Kragujevac đã không tái lập cho đến năm 1976. Kragujevac đương đại nổi tiếng với vũ khí, đạn dược, và công ty ô tô Zastava.

## Khí hậu
Kragujevac có khí hậu đại dương (phân loại khí hậu Köppen Cfb). Gió đông nam thường thổi đến thành phố vào ba tháng đầu trong năm.
| Dữ liệu khí hậu của Kragujevac (1981-2010)            | Dữ liệu khí hậu của Kragujevac (1981-2010) | Dữ liệu khí hậu của Kragujevac (1981-2010) | Dữ liệu khí hậu của Kragujevac (1981-2010) | Dữ liệu khí hậu của Kragujevac (1981-2010) | Dữ liệu khí hậu của Kragujevac (1981-2010) | Dữ liệu khí hậu của Kragujevac (1981-2010) | Dữ liệu khí hậu của Kragujevac (1981-2010) | Dữ liệu khí hậu của Kragujevac (1981-2010) | Dữ liệu khí hậu của Kragujevac (1981-2010) | Dữ liệu khí hậu của Kragujevac (1981-2010) | Dữ liệu khí hậu của Kragujevac (1981-2010) | Dữ liệu khí hậu của Kragujevac (1981-2010) | Dữ liệu khí hậu của Kragujevac (1981-2010) |
| Tháng                                                 | 1                                          | 2                                          | 3                                          | 4                                          | 5                                          | 6                                          | 7                                          | 8                                          | 9                                          | 10                                         | 11                                         | 12                                         | Năm                                        |
| ----------------------------------------------------- | ------------------------------------------ | ------------------------------------------ | ------------------------------------------ | ------------------------------------------ | ------------------------------------------ | ------------------------------------------ | ------------------------------------------ | ------------------------------------------ | ------------------------------------------ | ------------------------------------------ | ------------------------------------------ | ------------------------------------------ | ------------------------------------------ |
| Cao kỉ lục °C (°F)                                    | 20.6 (69.1)                                | 24.2 (75.6)                                | 29.4 (84.9)                                | 31.4 (88.5)                                | 35.4 (95.7)                                | 39.4 (102.9)                               | 43.9 (111.0)                               | 40.4 (104.7)                               | 37.4 (99.3)                                | 32.6 (90.7)                                | 27.6 (81.7)                                | 21.0 (69.8)                                | 43.9 (111.0)                               |
| Trung bình ngày tối đa °C (°F)                        | 5.2 (41.4)                                 | 7.3 (45.1)                                 | 12.5 (54.5)                                | 17.8 (64.0)                                | 23.0 (73.4)                                | 26.1 (79.0)                                | 28.7 (83.7)                                | 28.8 (83.8)                                | 24.0 (75.2)                                | 18.5 (65.3)                                | 11.6 (52.9)                                | 6.2 (43.2)                                 | 17.5 (63.5)                                |
| Trung bình ngày °C (°F)                               | 0.9 (33.6)                                 | 2.3 (36.1)                                 | 6.6 (43.9)                                 | 11.7 (53.1)                                | 16.7 (62.1)                                | 20.0 (68.0)                                | 21.9 (71.4)                                | 21.5 (70.7)                                | 16.9 (62.4)                                | 11.9 (53.4)                                | 6.4 (43.5)                                 | 2.1 (35.8)                                 | 11.6 (52.9)                                |
| Tối thiểu trung bình ngày °C (°F)                     | −2.6 (27.3)                                | −1.9 (28.6)                                | 1.8 (35.2)                                 | 5.9 (42.6)                                 | 10.6 (51.1)                                | 13.8 (56.8)                                | 15.3 (59.5)                                | 15.1 (59.2)                                | 11.3 (52.3)                                | 7.1 (44.8)                                 | 2.5 (36.5)                                 | −1.1 (30.0)                                | 6.5 (43.7)                                 |
| Thấp kỉ lục °C (°F)                                   | −27.6 (−17.7)                              | −23.8 (−10.8)                              | −18.3 (−0.9)                               | −5.8 (21.6)                                | −0.6 (30.9)                                | 2.7 (36.9)                                 | 7.2 (45.0)                                 | 4.6 (40.3)                                 | −2.2 (28.0)                                | −6.6 (20.1)                                | −16.4 (2.5)                                | −20.7 (−5.3)                               | −27.6 (−17.7)                              |
| Lượng Giáng thủy trung bình mm (inches)               | 37.9 (1.49)                                | 37.0 (1.46)                                | 42.3 (1.67)                                | 53.9 (2.12)                                | 58.7 (2.31)                                | 76.4 (3.01)                                | 57.7 (2.27)                                | 58.6 (2.31)                                | 51.6 (2.03)                                | 48.9 (1.93)                                | 49.5 (1.95)                                | 45.8 (1.80)                                | 618.5 (24.35)                              |
| Số ngày giáng thủy trung bình (≥ 0.1 mm)              | 12                                         | 12                                         | 11                                         | 12                                         | 13                                         | 12                                         | 9                                          | 8                                          | 9                                          | 10                                         | 11                                         | 13                                         | 132                                        |
| Độ ẩm tương đối trung bình (%)                        | 79                                         | 75                                         | 69                                         | 67                                         | 68                                         | 68                                         | 65                                         | 67                                         | 72                                         | 75                                         | 77                                         | 81                                         | 72                                         |
| Số giờ nắng trung bình tháng                          | 71.9                                       | 94.8                                       | 144.5                                      | 180.4                                      | 234.5                                      | 257.4                                      | 293.5                                      | 275.5                                      | 200.8                                      | 152.1                                      | 93.9                                       | 63.7                                       | 2.078,1                                    |
| Nguồn: Republic Hydrometeorological Service of Serbia |                                            |                                            |                                            |                                            |                                            |                                            |                                            |                                            |                                            |                                            |                                            |                                            |                                            |